# Литвинов Павло Михайлович
Павло Михайлович Литвинов (* 1940, Москва) — радянський потім американський фізик, педагог, учасник правозахисного руху в СРСР, радянський політичний в'язень та політемігрант. Один з учасників «Демонстрації сімох» 25 серпня 1968 року на Красній площі проти введення військ в Чехословаччину. Онук наркома закордонних справ М. Литвинова.
Учасник Петиційної кампанії в СРСР.
Укладач самвидавських збірок «Правосуддя чи розправа» (1967) та «Процес чотирьох» (1968, про суд над Олександром Гінзбургом, Юрієм Галансковим, Олексієм Добровольським і Вірою Лашковою). Автор, разом з Л. Й. Богораз, «Звернення до світової громадськості» (1968) — першого відкритого звернення радянських дисидентів до Заходу.
Політв'язень (півроку у в'язницях, 1968—1972 рр.. на засланні — працював електриком в Читинській уранових шахтах).
Емігрував до США в 1974 році. Був закордонним представником «Хроніки поточних подій», брав участь в її перевиданні.
Син, Дмитро Павлович Литвинов — громадянин США і Швеції, прес-секретар Greenpeace, 29 вересня 2013 був заарештований російською владою на два місяці за звинуваченням у спробі захоплення нафтоплатформи «Прирозломна».